# Sunset (Arkansas)
Sunset è un comune degli Stati Uniti d'America, situato in Arkansas, nella contea di Crittenden.